# 撫川町
撫川町（なつかわちょう）は、岡山県都窪郡にあった町。現在の岡山市北区の一部にあたる。

## 地理
足守川の下流域に位置していた。

## 歴史
- 1889年（明治22年）6月1日、町村制の施行により、都宇郡下撫川村、中撫川村、大内田村、日畑村東組が合併して村制施行し、撫川村が発足[1][2]。旧村名を継承した下撫川、中撫川、大内田と、日畑村東組を改称した日畑東組の4大字を編成[2]。
- 1900年（明治33年）4月1日、郡の統合により都窪郡に所属[1][2]。
- 1904年（明治37年）6月1日、町制施行し撫川町となる[1][2]。
- 1937年（昭和12年）5月5日、吉備郡庭瀬町と合併し都窪郡吉備町を新設して廃止された[1][2]。合併後、吉備町大字下撫川・中撫川・大内田・日畑東組となる[2]。

## 産業
- 農業[3]

## 名所・旧跡
- 撫川城[2]